# Oumé
Oumé este o comună din regiunea Haut-Sassandra, Coasta de Fildeș.